# Nymphaea gracilis
La flor de loto (Nymphaea gracilis) es una especie de la familia de las ninfas de agua o nenúfares (Nymphaeaceae), dentro del orden Nymphaeales. El nombre del género Nymphaea fue dado por la diosa del agua en la mitología griega, la especie, N. gracilis, habla de la gracia y delgadez de la planta.

## Descripción
Planta acuática, herbácea; rizoma erecto, globoso de color obscuro, verrucoso; peciolo de 60 cm o más de 1 m de largo, láminas flotantes, ovaladas de 15 a 25 cm de largo, por 10 a 15 cm de ancho, ápice poco escotado, borde irregularmente crenado, base con una escotadura que ocupa poco menos de la mitad de la longitud del limbo, haz verde, envés blanquecino o rojizo; flores blancas de 8 a 15 cm de diámetro, emergiendo del agua de 15 a 40 cm; sépalos 4, agudos en el ápice, verdes por fuera a veces con manchas rojizas, blancos por dentro; pétalos de 17 a 23; estambres alrededor de 60; fruto casi globoso, semillas casi esféricas.

## Distribución
Endémica de México,  se ha colectado en los estados de Ciudad de México, Estado de México, Durango, Guanajuato, Jalisco, Michoacán y Oaxaca.

## Ambiente
Habita en cuerpos de agua.

## Estado de conservación
En México se le considera bajo la categoría de especie amenazada (A) según la NOM-059-SEMARNAT-2010, mientras que la especie no ha sido evaluada por la Lista Roja de especies amenazadas de la IUCN. Ni en CITES (Convención sobre el Comercio Internacional de Especies Amenazadas de Fauna y Flora Silvestres).